# La Bâtie-des-Fonds
Pour les articles homonymes, voir Bâtie.
La Bâtie-des-Fonds est une commune française située dans le département de la Drôme, en région Auvergne-Rhône-Alpes.
Avec 2 habitants en 2021, c'est l'une des communes les moins peuplées de France. 

## Géographie

### Localisation
La Bâtie-des-Fonds est située à l'est du département, dans le Haut-Diois. à 45 km de Die et 27 km de Luc-en-Diois.
Elle est située dans la zone d'emploi de Valence et la zone d'emploi de  Veynes.

### Communes limitrophes
Les communes limitrophes sont  La Beaume, La Piarre, Les Prés, Saint-Pierre-d'Argençon et Valdrôme.

### Géologie et relief
La superficie de la commune est de 12,12 km2 ; son altitude varie de 872  à   1 640 mètres.
Le site Géoportail signale les cols suivants :
- Banne (1 643 m)
- Col de Carabès
- Col de la Selle
- Col des Combes
- Col des Fourches
- Col des Quatre Chemins
- Col du Célard
- Côte du Four
- le Virole (1 084 m)
- Roc de la Tour (1 414 m)
- Serre de la Gardette
- Serre de l'Aye (1 214 m)
- Serre du Charron

### Hydrographie

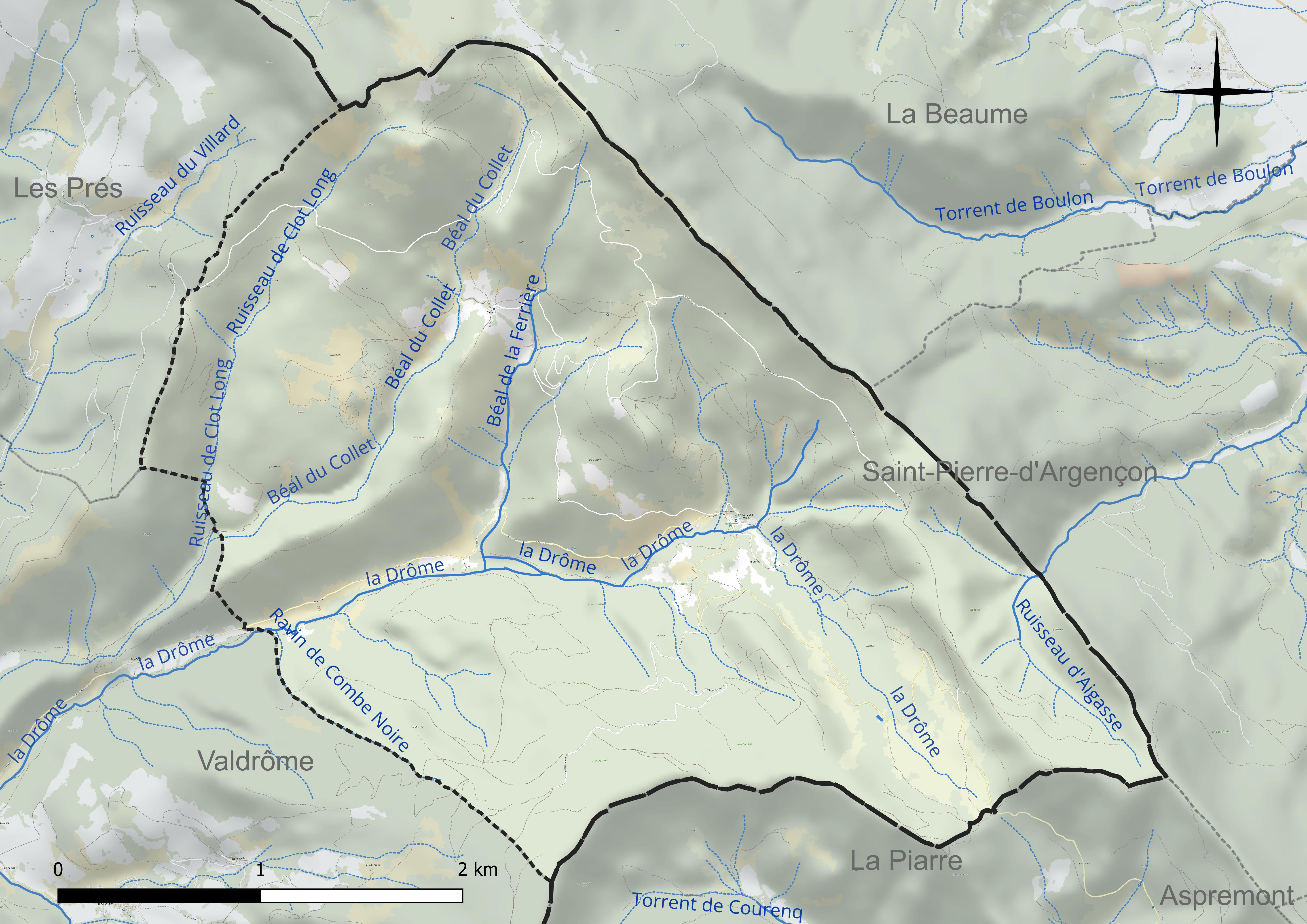
Carte hydrographique de la commune.

La commune est arrosée par les cours d'eau suivants : 
- la Drôme qui y prend sa source à 1 060 m d'altitude[4] ;
- le Béal de la Ferrière ;
- Ravin de Combe Noire ;
- Ruisseau de Clot Long ;
- Ruisseau de Freyssinet.

### Climat
Pour des articles plus généraux, voir Climat d'Auvergne-Rhône-Alpes et Climat de la Drôme.
En 2010, le climat de la commune est de type climat de montagne, selon une étude du CNRS s'appuyant sur une série de données couvrant la période 1971-2000. En 2020, Météo-France publie une typologie des climats de la France métropolitaine dans laquelle la commune est exposée à un climat de montagne ou de marges de montagne et est dans la région climatique Alpes du sud, caractérisée par une pluviométrie annuelle de 850 à 1 000 mm, minimale en été.
Pour la période 1971-2000, la température annuelle moyenne est de 7,9 °C, avec une amplitude thermique annuelle de 16,3 °C. Le cumul annuel moyen de précipitations est de 918 mm, avec 8,2 jours de précipitations en janvier et 5,9 jours en juillet. Pour la période 1991-2020, la température moyenne annuelle observée sur la station météorologique de Météo-France la plus proche, sur la commune de Valdrôme à 5 km à vol d'oiseau, est de 10,1 °C et le cumul annuel moyen de précipitations est de 1 065,5 mm,. Pour l'avenir, les paramètres climatiques de la commune estimés pour 2050 selon différents scénarios d'émission de gaz à effet de serre sont consultables sur un site dédié publié par Météo-France en novembre 2022.

### Paysages
Panorama du col de Carabès (1261 m).

## Urbanisme

### Typologie
Au 1er janvier 2024, La Bâtie-des-Fonds est catégorisée commune rurale à habitat très dispersé, selon la nouvelle grille communale de densité à 7 niveaux définie par l'Insee en 2022.
Elle est située hors unité urbaine et hors attraction des villes,.

### Occupation des sols

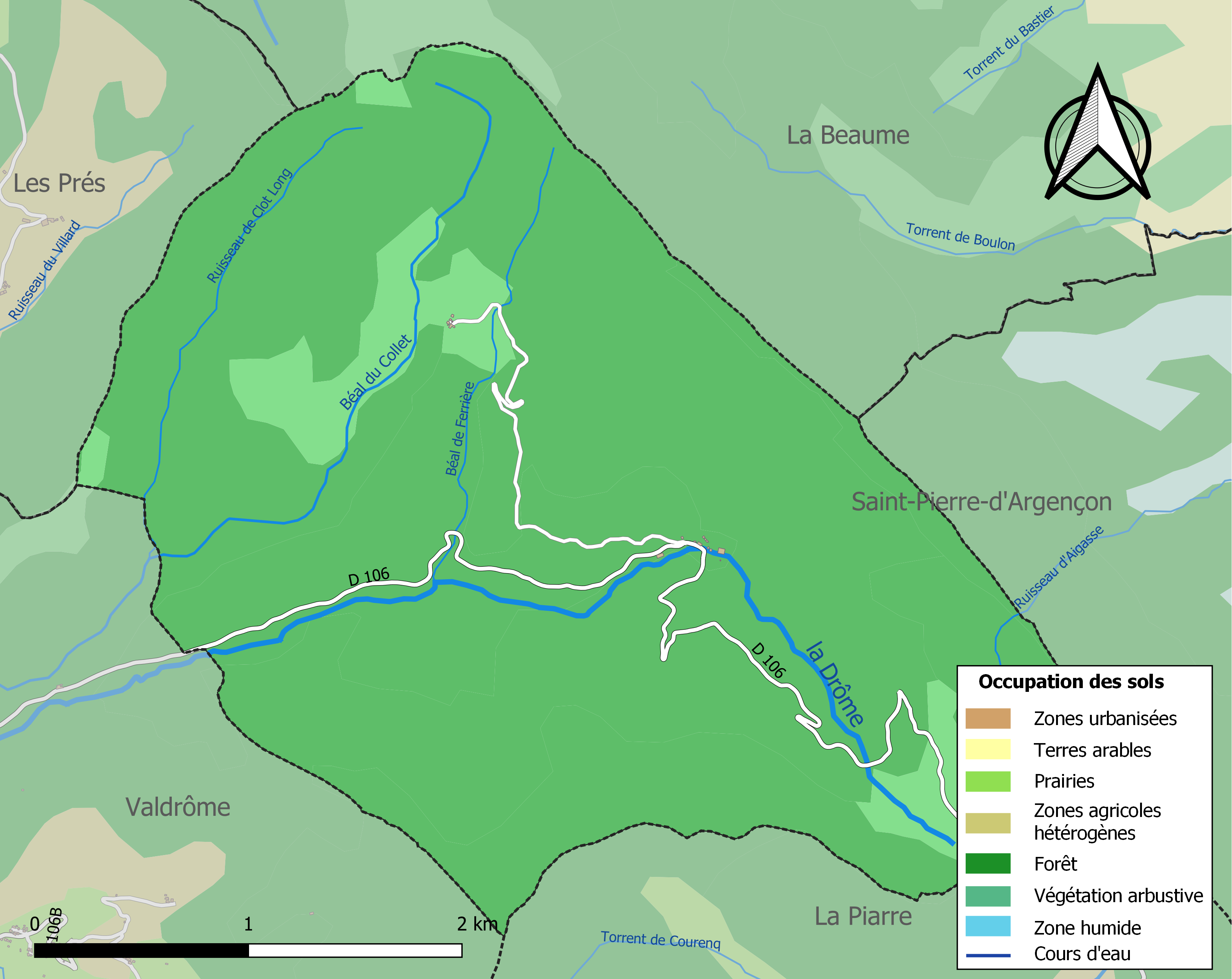
Carte des infrastructures et de l'occupation des sols de la commune en 2018 (CLC).

L'occupation des sols de la commune, telle qu'elle ressort de la base de données européenne d’occupation biophysique des sols Corine Land Cover (CLC), est marquée par l'importance des forêts et milieux semi-naturels (100 % en 2018), une proportion identique à celle de 1990 (100 %). La répartition détaillée en 2018 est la suivante : forêts (92,3 %), milieux à végétation arbustive et/ou herbacée (7,7 %). L'évolution de l’occupation des sols de la commune et de ses infrastructures peut être observée sur les différentes représentations cartographiques du territoire : la carte de Cassini (XVIIIe siècle), la carte d'état-major (1820-1866) et les cartes ou photos aériennes de l'IGN pour la période actuelle (1950 à aujourd'hui).

### Morphologie urbaine
Village retiré : « une quinzaine de bâtisses cousues à la montagne » dans les années 1990.

#### Quartiers, hameaux et lieux-dits
Site Géoportail (carte IGN) :
- Chamel
- Champ Barral
- Champ Riès
- Chautier
- Chauvet
- Clot de Guercin
- Enfurmy
- Floudit
- Fontanasse
- Forêt Domaniale du Val-de-Drôme
- Freyssinet
- Frigoure
- Gaudissard
- la Condamine
- la Faisse
- la Grande Blache
- la Haute Valette
- l'Aigache
- la Roche
- la Viste
- le Champ des Noyers
- le Châtelar
- le Devès
- le Pennas
- le Pré de la Selle
- le Rigaudon
- le Sagnas
- les Buis
- les Champs Ronds
- les Clapiers
- les Combes
- les Maures
- les Plants
- les Préaux
- le Vignal
- le Vivier
- Malcuit
- Paraux
- Pré Lombard
- Pré Rond
- Riobel

### Habitat et logement
En 2020, le nombre total de logements dans la commune était de 6, alors qu'il était de 7 en 2015 et de 6 en 2010.
Parmi ces logements, 23,1 % (soit 1,38 maison) étaient des résidences principales, 76,9 % (soit 4,61 maisons) des résidences secondaires et 0 % des logements vacants. Ces logements étaient  tous des maisons individuelles.
Le tableau ci-dessous présente la typologie des logements à la La Bâtie-des-Fonds en 2020 en comparaison avec celle du Drôme et de la France entière. Une caractéristique marquante du parc de logements est ainsi une proportion de résidences secondaires et logements occasionnels (76,9 %), très  supérieure à celle du département (8,1 %) et à celle de la France entière (9,7 %). 
| Typologie                                               | La Bâtie-des-Fonds | Drôme | France entière |
| ------------------------------------------------------- | ------------------ | ----- | -------------- |
| Résidences principales (en %)                           | 23,1               | 83,4  | 82,1           |
| Résidences secondaires et logements occasionnels (en %) | 76,9               | 8,1   | 9,7            |
| Logements vacants (en %)                                | 0                  | 8,5   | 8,2            |

### Voies de communication et transports
La commune est desservie par la route départementale 106 (RD106).

## Toponymie

### Attestations
Dictionnaire topographique du département de la Drôme :
- 1220 : Bastida Vallis Dromae (Mém. pour l'évêché de Die, 37).
- XIVe siècle : mention de l'église : capella Bastide Foncium (pouillé de Die).
- 1509 : mention de l'église : ecclesia Bastide Fontium (visites épiscopales).
- 1661 : La Bastye des Fons (archives de Vaunaveys).
- 1891 : La Bâtie-des-Fonts, commune du canton de Luc-en-Diois.

Non daté[réf. nécessaire] : La Bâtie-des-Fonds.

### Toponymie
En occitan, les fonts sont le nom donné aux petites sources[réf. nécessaire].

## Histoire
Pour un article plus général, voir Histoire de la Drôme.

### Du Moyen Âge à la Révolution
La seigneurie :
- Au point de vue féodal, la terre (ou seigneurie) était premièrement possédée par les Isoard d'Aix.
- 1320 : elle passe (par mariage) aux princes d'Orange de la maison de Baux.
- La terre est unie à celle de Valdrôme.

Avant 1790, la Bâtie-des-Fonts était une communauté de l'élection de Montélimar, subdélégation de Crest et du bailliage de Die.
Elle formait une paroisse du diocèse de Die. Son église était dédiée à saint Martin. Les dîmes appartenaient au commandeur de Valdrôme qui nommait à la cure.

#### La Tour
Dictionnaire topographique du département de la Drôme :
- 1525 : in Turno et las Turres (terrier de l'évêché de Die).
- 1891 : La Tour, quartier de la Bâtie-des-Fonds.

Probablement l'emplacement de la Bâtie des Peloux (voir Valdrôme) :
- 1347 : Fortis seu breve fortalicium quod fuit Pilosorum apud Vaudromam (Valbonnais, II, 550).
- 1391 : le chastel et forteresse qui fut des Peloux en la Valdrome (choix de documents, 215).
- XVIe siècle : Pelauson, le Fort, domaine et méterie ayant appartenu aux Peloux (inventaire de la chambre des comptes).

La seigneurie :
- Le château et le fief relevaient des dauphins.
- Possession des Peloux.
- Début XIVe siècle : la terre passe aux comtes de Valentinois.
- Milieu XVIe siècle : acquise par les Reynard qui la rattachent à la part de la seigneurie de Valdrôme acquise des Vétéris en 1333, par indivis avec les évêques de Die.
- 1706 : elle passe (par mariage) aux Gallien de Chabons.
- 1750 : vendue aux Chevandier.

### Révolution française et Empire
En 1790, la commune instituée par la Révolution française est attribuée au canton de Valdrôme, mais la réorganisation de l'an VIII (1799-1800) la fait entrer dans celui de Luc-en-Diois.

### Époque contemporaine
3 janvier 1936 : le village subit un glissement de terrain qui emporte une partie du village. Ce glissement avait commencé lentement à la fin de l'année 1935. Il n'y a pas eu de victimes mais le village s'est trouvé défiguré et a même failli être abandonné : au total 200 hectares de champs et de bois détériorés, 1 500 mètres de route dégradées, quinze maisons détruites. Seule la partie plus ancienne du village (au-dessus de la route) construite sur un sol calcaire est restée intacte.
La commune subira un autre éboulement[Quand ?], celui-ci survenant en contrebas du village, coupant la route descendant vers la vallée et le village de Valdrôme. L'ampleur de cet éboulement obligera de reconstruire la route sur un tracé différent, passant dans le fond de la vallée pour remonter et rejoindre la route originale[réf. nécessaire].

## Politique et administration

### Rattachements administratifs et électoraux

#### Rattachements administratifs
La commune se trouve depuis 1926 dans l'arrondissement de Die du département de la Drôme.
Elle faisait partie depuis 1801 du canton de Luc-en-Diois. Dans le cadre du redécoupage cantonal de 2014 en France, cette circonscription administrative territoriale a disparu, et le canton n'est plus qu'une circonscription électorale.

#### Rattachements électoraux
Pour les élections départementales, la commune fait partie depuis 2014 du canton du Diois.  
Pour l'élection des députés, elle fait partie de la troisième circonscription de la Drôme.

### Intercommunalité
La Bâtie-des-Fonds  est membre de la communauté de communes du Diois.  , un établissement public de coopération intercommunale (EPCI) à fiscalité propre créé en 1994 et auquel la commune a transféré un certain nombre de ses compétences, dans les conditions déterminées par le code général des collectivités territoriales.

### Liste des maires
| Période                                  | Période                        | Identité                | Étiquette | Qualité                        |
| ---------------------------------------- | ------------------------------ | ----------------------- | --------- | ------------------------------ |
| Les données manquantes sont à compléter. |                                |                         |           |                                |
|                                          |                                |                         |           |                                |
| 1983                                     | après 1995                     | Émile Blanc             |           |                                |
|                                          |                                |                         |           |                                |
| 2001                                     | 2008                           | Jean-Marc Deloupy-Dobin |           |                                |
| 2008                                     | mai 2023                       | Brigitte Chevrot        |           | Cadre retraitée Démissionnaire |
| juin 2023                                | En cours (au 30 novembre 2023) | François Deloupy-Dobin  |           | Agriculteur                    |

## Population et société

### Gentilé
Les habitants sont dénommés les Bâtillonnais.

### Démographie
L'évolution du nombre d'habitants est connue à travers les recensements de la population effectués dans la commune depuis 1793. Pour les communes de moins de 10 000 habitants, une enquête de recensement portant sur toute la population est réalisée tous les cinq ans, les populations de référence des années intermédiaires étant quant à elles estimées par interpolation ou extrapolation. Pour la commune, le premier recensement exhaustif entrant dans le cadre du nouveau dispositif a été réalisé en 2008.

En 2022, la commune comptait 4 habitants, en évolution de −20 % par rapport à 2016 (Drôme : +2,64 %, France hors Mayotte : +2,11 %).
| 1793 | 1800 | 1806 | 1821 | 1831 | 1836 | 1841 | 1846 | 1851 |
| ---- | ---- | ---- | ---- | ---- | ---- | ---- | ---- | ---- |
| 257  | 150  | 302  | 260  | 237  | 212  | 193  | 192  | 182  |

| 1856 | 1861 | 1866 | 1872 | 1876 | 1881 | 1886 | 1891 | 1896 |
| ---- | ---- | ---- | ---- | ---- | ---- | ---- | ---- | ---- |
| 159  | 149  | 140  | 138  | 108  | 106  | 105  | 100  | 100  |

| 1901 | 1906 | 1911 | 1921 | 1926 | 1931 | 1936 | 1946 | 1954 |
| ---- | ---- | ---- | ---- | ---- | ---- | ---- | ---- | ---- |
| 90   | 84   | 60   | 57   | 40   | 41   | 22   | 16   | 11   |

| 1962 | 1968 | 1975 | 1982 | 1990 | 1999 | 2006 | 2008 | 2013 |
| ---- | ---- | ---- | ---- | ---- | ---- | ---- | ---- | ---- |
| 14   | 11   | 9    | 17   | 8    | 10   | 8    | 8    | 5    |

| 2018 | 2022 | - | - | - | - | - | - | - |
| ---- | ---- | - | - | - | - | - | - | - |
| 3    | 4    | - | - | - | - | - | - | - |

### Enseignement
La commune est rattachée à l'académie de Grenoble.

### Médias
Le territoire de la commune se situe dans l'aire de diffusion de plusieurs médias :
- Presse écrite
  - Le Dauphiné libéré, quotidien régional qui consacre, chaque jour, y compris le dimanche, dans son édition de Nyons un ou plusieurs articles à l'actualité du canton et de la commune, ainsi que des informations sur les éventuelles manifestations locales, les travaux routiers, et autres événements divers à caractère local.
  - L'Agriculture Drômoise, journal d'informations agricoles et rurales, couvre l'ensemble du département de la Drôme.
  - Drôme Hebdo (ancien Peuple Libre), hebdomadaire chrétien d'informations.
- Presse audio-visuelle
  - France Bleu est une radio publique diffusée sur son territoire.

### Cultes
La commune a la particularité de ne pas avoir d'église. La communauté catholique de La Bâtie est rattachée à la paroisse Saint-Marcel en Diois, laquelle couvre 37 communes et dépend du Diocèse de Valence.

## Économie

### Agriculture
En 1992 : forêt (bois), pâturages (ovins).

## Pour approfondir